# Amischotolype gracilis
Amischotolype gracilis là một loài thực vật có hoa trong họ Commelinaceae. Loài này được (Ridl.) I.M.Turner mô tả khoa học đầu tiên năm 1993.